# Melbourne Silver Bowl
Die Melbourne Silver Bowl (oder einfach Silver Bowl) ist eine offene australische internationale Meisterschaft im Badminton. Sie wurde erstmals 1965 ausgetragen. 1977 fand das Turnier zum 13., 1984 zum 20. Mal statt.

## Die Sieger
| Jahr      | Herreneinzel     | Dameneinzel      | Herrendoppel                          | Damendoppel                              | Mixed                           |
| --------- | ---------------- | ---------------- | ------------------------------------- | ---------------------------------------- | ------------------------------- |
| 1965 1974 | keine Daten      | keine Daten      | keine Daten                           | keine Daten                              | keine Daten                     |
| 1975      | Tjun Tjun        | Utami Dewi       | Bryan Purser Richard Purser           |                                          |                                 |
| 1977      |                  |                  | Bandid Jaiyen Surapong Suharitdamrong | Lene Køppen Joke van Beusekom            | nicht ausgetragen               |
| 1979      | Dhany Sartika    |                  |                                       |                                          |                                 |
| 1980      | Dhany Sartika    | Tjan So Gwan     | Rudy Heryanto Hariamanto Kartono      | Tjan So Gwan Imelda Wiguna               | nicht ausgetragen               |
| 1981      | Dhany Sartika    | Susan Daly       | Mark Harry Graeme Robson              | Sally Leadbeater Helen Troke             | nicht ausgetragen               |
| 1982      | Graeme Robson    | Nettie Nielsen   | Mark Christiansen Morten Svarrer      | Maria Francisca Suzanne Ogeh             | nicht ausgetragen               |
| 1983      | Darren Hall      | Gillian Gowers   | Andy Goode Nigel Tier                 | Julie McDonald Audrey Swaby              | nicht ausgetragen               |
| 1984      | Sze Yu           | Toni Whittaker   | Michael Scandolera Andy Goode         | Gillian Clark Maxine Evans               | nicht ausgetragen               |
| 1985      | Sze Yu           | Tong Chun Mui    | Michael Scandolera Darren McDonald    | Julie McDonald Tracey Small              | Michael Scandolera Rhonda Cator |
| 1986      | Hermawan Susanto | Julie McDonald   | Michael Scandolera Darren McDonald    | Sarwendah Kusumawardhani Rosiana Tendean | Graeme Robson Toni Whittaker    |
| 1988      | Kinji Zeniya     | Verawaty Wiharjo |                                       |                                          |                                 |
| 1988      | Wei Yan          | Chan Man Wa      | Michael Scandolera Gordon Lang        | Pan Li Lin Ying                          | nicht ausgetragen               |
| 1989      |                  |                  | Ong Beng Teong Paul Stevenson         |                                          |                                 |
| 1990      | Paul Stevenson   | Yong Sang        | Ong Beng Teong Paul Stevenson         | Qian Jihua Sun Man                       | Chen Jian Sun Man               |